# Allonge
En allonge er en seddel påhæftet check, veksel eller pantebrev ved overdragelse til tredjemand. På allongen dokumenteres overdragelsen ved overdragerens underskrift.
En allonge kan også betegne en tilføjelse til en skriftlig aftale (herunder til pantebreve).
Kilder/henvisninger
- Lexopen
- Juridisk ordbog, ved Bo von Eyben